# Mont Eboshi
Le mont Eboshi (烏帽子岳, Eboshi-dake) est un stratovolcan culminant à 2 072 m d'altitude dans le groupe volcanique Daisetsuzan des monts Ishikari en Hokkaidō au Japon.